# Longman
Pearson Longman (ранее Longman’s, Longman Green and Co. и Longman) — импринт издательства Pearson Education, некогда независимое лондонское издательство, основанное в 1724 году. Выпускает учебную литературу для изучающих английский язык, историческую, экономическую, политическую и религиозную литературу, словари.

## История

### Начало
Компания была основана в 1724 году Томасом Лонгманом (англ. Thomas Longman; 1699—1755). В 1754 году он взял в долю племянника, также Томаса Лонгмана (1730—1797), и издательство стало носить название T. and T. Longman. После смерти дяди в 1755 году, Лонгман остался единственным владельцем. В 1794 году он заключил партнерское соглашение с Оуэном Ризом (англ. Owen Rees).

### XIX век
Бизнес унаследовал старший сын, Томас Нортон Лонгман (англ. Thomas Norton Longman; 1771—1842), к которому в 1804 присоедилинись еще два партнера, а в 1811 году в их число пошел бывший ученик Лонгмана-старшего Томас Браун (англ. Thomas Brown; ок. 1777—1869). Название издательства в 1824 году было снова изменено на Longman, Hurst, Rees, Orme, Brown & Green.
Томас Нортон умер в августе 1842 года, оставив двух сыновей, Томаса (1804—1879) и Уильяма (1813—1877), во главе бизнеса. Братья получили известность благодаря литературному таланту. Старший отвечал за выпуск нового иллюстрированного издания «Нового Завета», а младший написал несколько исторических работ, в частности, History of the Three Cathedrals dedicated to St Paul («История трёх соборов Святого Павла»; 1869) и History of the Life and Times of Edward III («История жизни и времена Эдуарда III»; 1873).

### XX век
Семейное дело продолжало процветать до 1940 года, когда офисы издательства были разрушены в результате Лондонского блица. В 1968 году компания была приобретена Pearson Education (подразделение Pearson plc). В 1972 году умер Марк Лонгман (англ. Mark Longman), последний представитель Лонгманов, возглавлявший издательство. В настоящее время оно носит название Pearson Longman.